# Festival bunjevački’ pisama 2002.
Festival bunjevački’ pisama 2002. bio je drugo izdanje tog festivala. 
Natjecale su se pjesme koje su izvodili Maja Buza "Oj, Bunjevče", Marija Jaramazović "Dužijanca", Nikola Jaramazović "Ostaviću konje vrane", Marin Kopilović "Sićanje na prelo", Siniša Kujundžić "Tiš iš za mene", Jadranka Miković i Josip Francišković "Noći kratke, a dugački dani", Marijana Mitrović "Subotičke tambure", Marinko Rudić Vranić "Tamburica", Mario Tikvicki "Salaš na brigu", Miroslav Vujković Lamić "U ravnici ja sam rođen", Emil Antunić Pisma (glazba i tekst: Emil Antunić), Elizabeta Balažević Izgubljena srića, Darko Bajić Oj, Paliću, Boris Godar Nije moja duša, Biserka Jaramazović I sad klapim, Antun Letić Nune Svirajte mi tiho tamburaši, Antonija Piuković Ankica.
Suci su dodijelili nagrade pjesmama: 
- prvu nagradu pjesmi Pisma izvođača, tekstopisca, skladatelja i aranžera Emila Antonića
- drugu nagradu je dobila pjesma Tamburica za koju je tekst napisala Blaženka Rudić, a glazbu i aranžman Vojislav Temunović. Izvođač Marinko Rudić Vranić.
- treću nagradu je dobila pjesma Anikca, za koju je tekst i glazbu napisao Darko Pavin, a aranžman Jerry Grchevic. Izvođačica: Antonia Piuković.

Nagrada publike je otišla pjesmi Sićanje na prelo, koju je izveo Marin Kopilović. Stihove je napisao Petar Vuković, glazbu Alen Kopunović Legetin, a aranžman Pere Ištvančić.
Nagradu za najbolju izvedbu je dobila pjevačica Antonia Piuković. 

Najboljim tekstom je proglašen tekst pjesme Salaš na brigu, autorice Blaženke Rudić. 

Nagradu za najbolji aranžman je dobio Vojislav Temunović za pjesmu Subotičke tambure. 

## Vanjska poveznica
- Zvonik II. Festival bunjevački pisama